# SY-1 (ミサイル)
SY-1（中国語: 上游一号, 拼音: Shang-You-1）は、中国で開発された対艦ミサイル。ソビエト連邦製のP-15 テルミート（SS-N-2 スティックス）のライセンス生産版であり、西側諸国においては、アメリカ国防総省（DoD）識別番号としてはCSS-N-1、NATOコードネームとしては「スクラブブラッシュ」（英: Scrubbrush）と呼ばれた。
また、のちには、発展型としてHY-1（中国語: 海鷹一号, 拼音: Hai-Ying-1; CSS-C-2 シルクワーム）やHY-2（CSS-C-3 シアサッカー; 輸出名はC-201）も開発されており、これらも本項で扱う。

## 来歴
中華人民共和国国防部では、1956年10月に第五研究院（現在の中國航天科工集團公司（CASIC）を設置して、巡航ミサイルの技術開発を進めていた。1950年2月の中ソ友好同盟相互援助条約を受け、1957年には防衛技術協力条約（Sino-Soviet agreement on new technology for national defense）も締結された。1958年、中国は、P-15 ミサイルおよびその製造設備をソ連から購入した。生産ラインは南昌飛機製造公司に設置され、アメリカ合衆国から亡命したロケット開発者の銭学森博士の指導のもと、2年後にはライセンス生産に着手した。これによって生産されたのがSY-1（上游-1）であり、1964年8月には工場の試験を通過した。1967年8月、ミサイルの量産が認可され、1960年代後半には中国人民解放軍に就役した。
中国独自の改良型であるHY-1（海鷹-1）も、1968年12月には試験に成功し、1974年から就役した。これはさらにHY-2に発展し、こちらは1980年代初頭から登場した。また、SY-1も、射程延伸型のSY-1A（95km）を経て、1990年代には動力を固体燃料ロケットに変更したSY-2に発展した。

## 設計

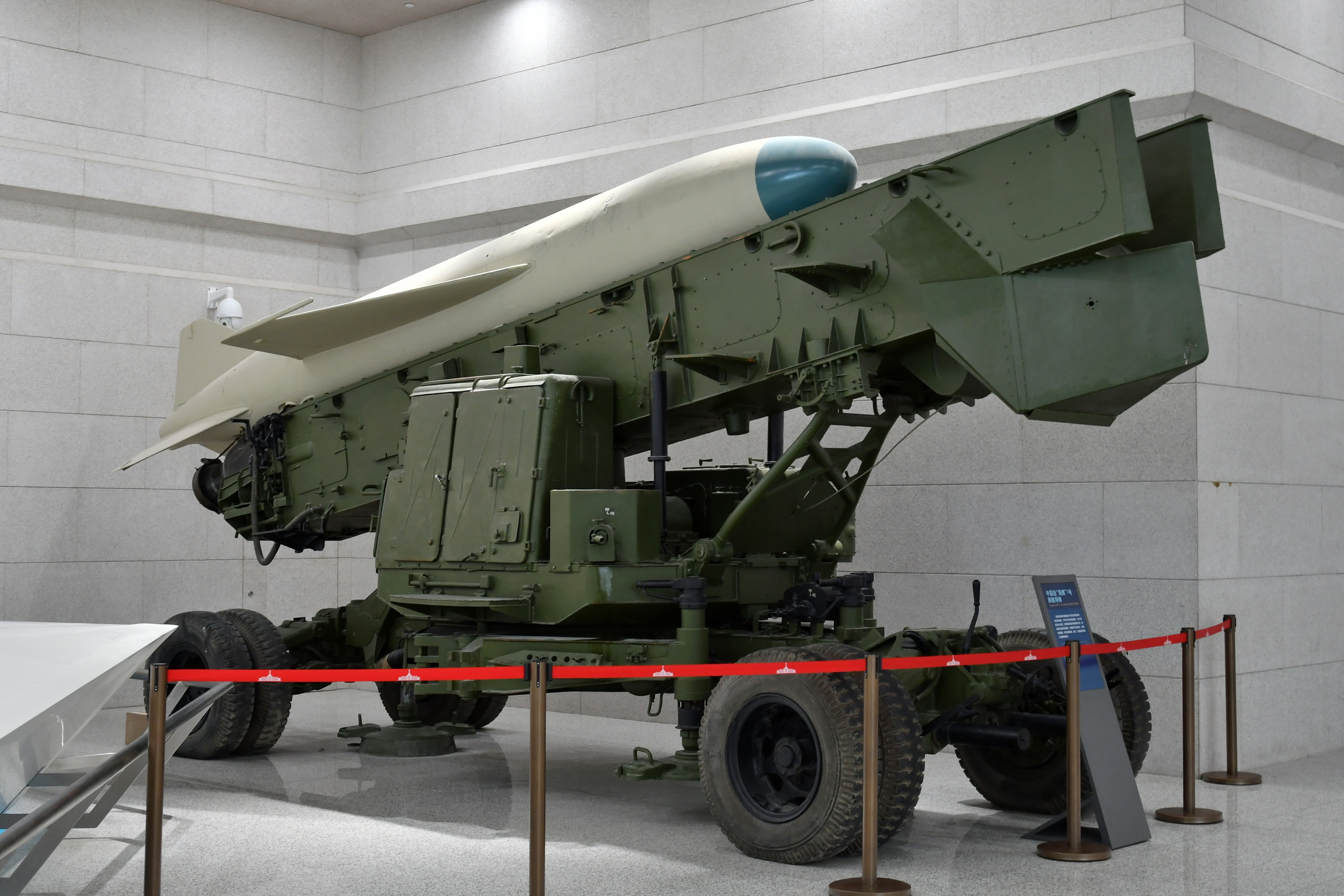
中国人民革命軍事博物館に展示されている牽引式のHY-1地上発射機

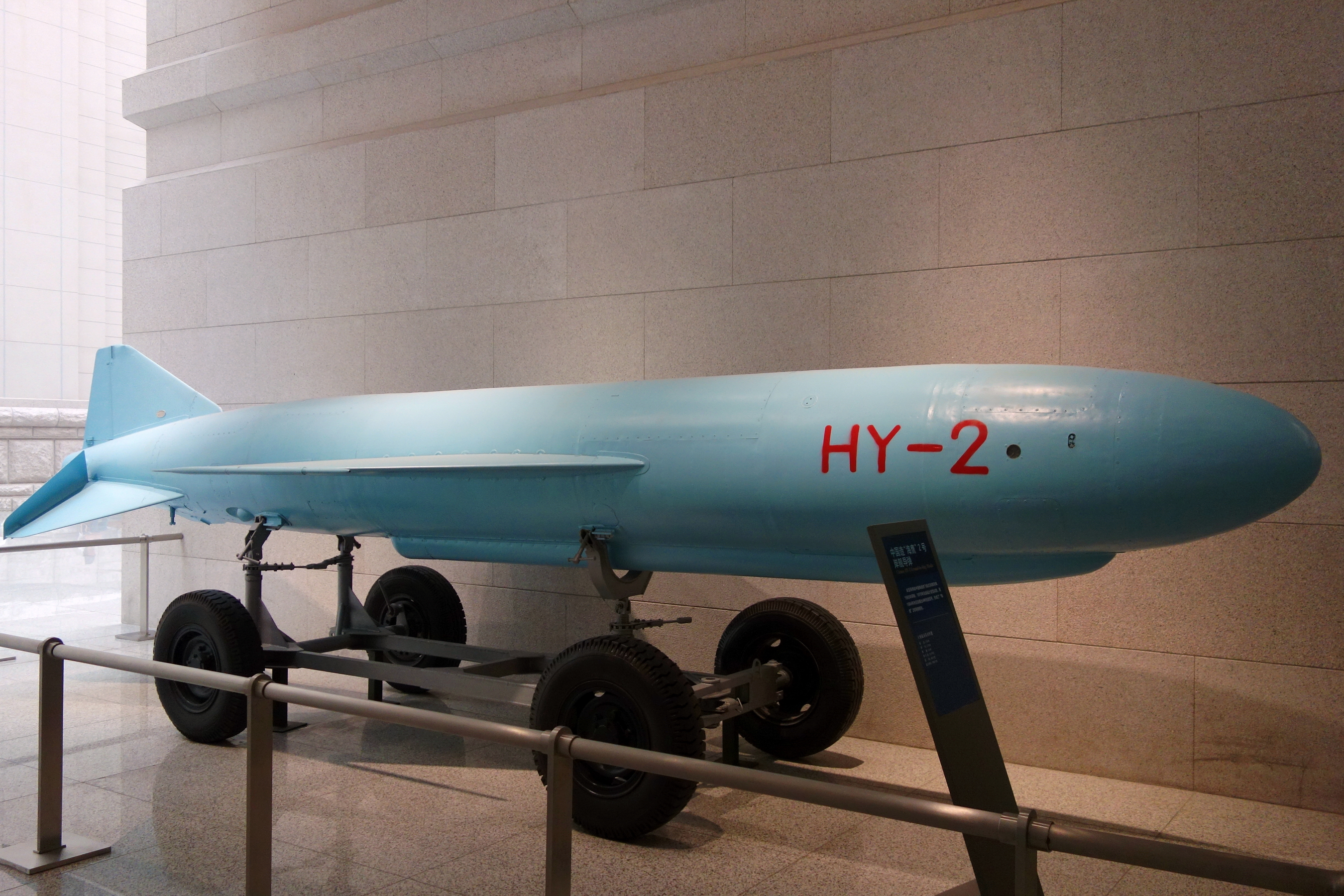
中国人民革命軍事博物館に展示されているのHY-2

上記の通り、SY-1はソ連のP-15のライセンス生産版であるため、設計はこれと同一のものとなっている。動力としては液体燃料ロケット・エンジンが用いられていたが、SY-2では固体燃料ロケット・モーターとされた。また、HY-4では、サステナーはターボジェットエンジンとされている。巡航高度の調節は、SY-1では気圧高度計によって行われていたが、SY-1A以降では電波高度計に変更されてやや低空での巡航が可能となっており、例えばHY-2では100m、HY-2Gでは30-50mとされている。
| 本国名 | DoD識別番号     | NATOコードネーム   | 輸出名 | プラットフォーム | 射程  |
| ------ | --------------- | ------------------ | ------ | ---------------- | ----- |
| SY-1   | CSS-N-1         | スクラブブラッシュ | FL-1   | 艦対艦           | 40km  |
| HY-1   | CSS-N-2         | サフラワー         | FL-1   | 艦対艦           | 40km  |
| HY-1   | CSS-C-2         | シルクワーム       | FL-1   | 地対艦           | 40km  |
| HY-2   | CSS-N-3/CSS-C-3 | シアサッカー       | C-201  | 艦対艦/地対艦    | 95km  |
| SY-2   | CSS-N-5         | サボット           | FL-2   | 艦対艦           | 50km  |
| HY-4   | CSS-C-7         | サッドサック       | C-201W | 地対艦           | 135km |

## 運用史

### イラン・イラク戦争
イラン・イラク戦争で初めて実戦使用され、イランはアメリカ合衆国の所有するタンカーやクウェートの施設などをシルクワームで攻撃し、イラクは中国から購入した爆撃機H-6にYJ-6（C-601）空対艦ミサイルとシルクワームを組み合わせてイランのタンカーとバルカーを破壊し、両国のタンカー戦争に利用された。

### 湾岸戦争
湾岸戦争中にイラク軍は2発のHY-2をアメリカ海軍の戦艦「ミズーリ」を中心とする部隊に対して発射した。一発は海に落下したが、もう一発はイギリス海軍42型駆逐艦「グロスター」のシーダート艦対空ミサイル2発によって迎撃された。これは、海上での戦闘において対空ミサイルによりミサイルの撃墜に成功した最初の例とされる。この際、シルクワームに対抗するため発射したチャフを誤認したアメリカ海軍のミサイルフリゲート「ジャレット」のファランクスCIWSが「ミズーリ」を誤射する事故が起きた。イギリス軍はウム・カスルのHY-2を回収してイギリス空軍博物館コスフォード館に展示した。

### イラク戦争
イラク戦争ではイラク軍がクウェートに発射した。また、国際連合の制裁下でありながら、イラクはシルクワームのジャイロスコープ（C601とC611）を使ってアルサムード2と呼ばれる弾道ミサイルを開発していた。

### 採用国

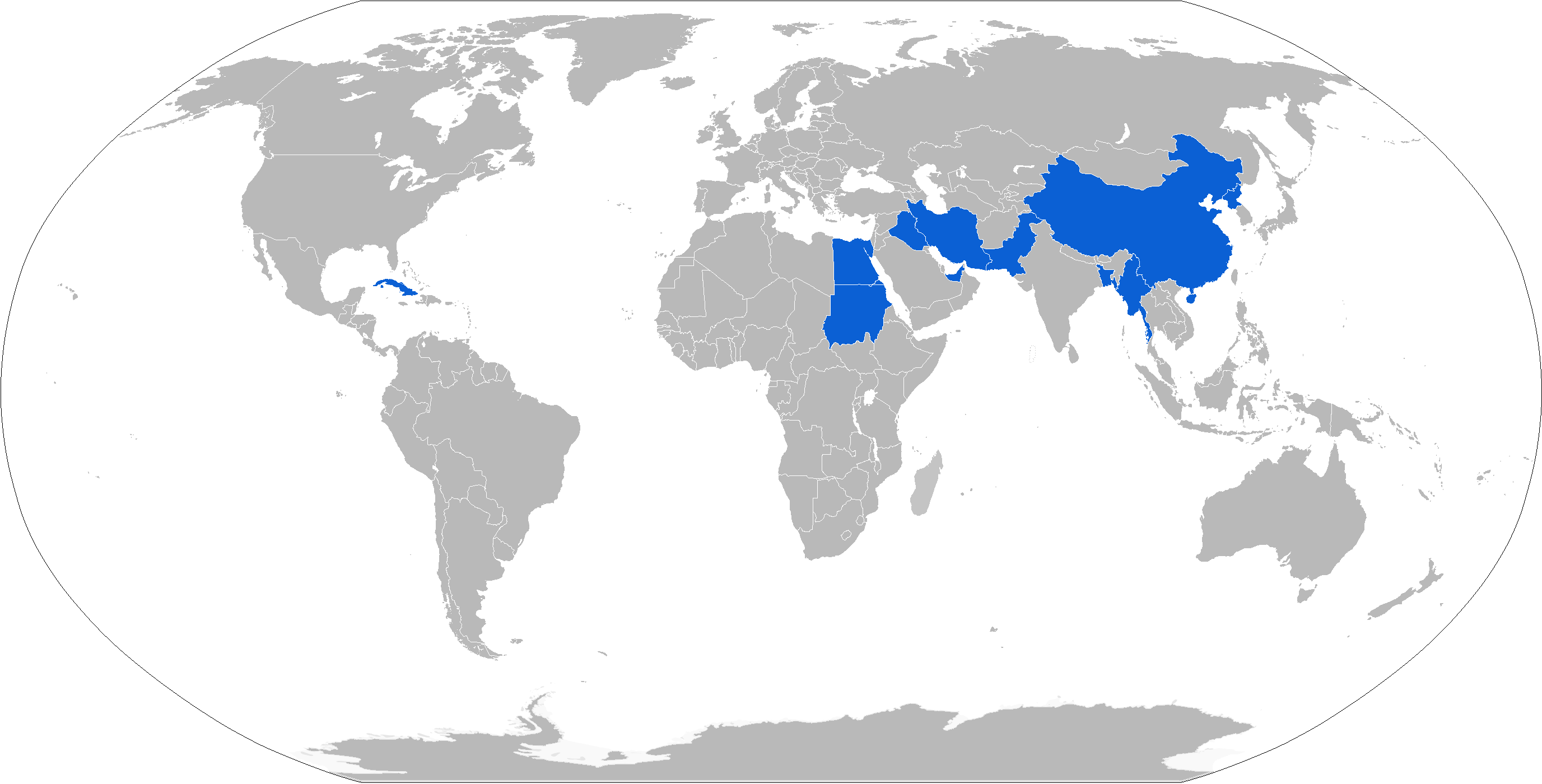
HY-1とHY-2の採用国

- バングラデシュ
- キューバ
- エジプト
- 中華人民共和国
- パキスタン
- イラン
- イラク
- ビルマ
- 北朝鮮（KN-01）
- スーダン
- アラブ首長国連邦

## 登場作品
『征途』
イラク軍のHY-2が登場。空母「ミッドウェイ」戦闘群への攻撃に対して利用され、大半は撃破されたものの2発がミッドウェイに命中し、すでに大破していた同艦への止めとなった。
『空母いぶき』
牽引式地対艦ミサイル型の「飛龍2(フェイロンFL2)」が登場。多良間島を占領した中国軍が多数装備していたが、囮役のこんごう型護衛艦「ちょうかい」に向けて発射したことで位置が露呈してしまい、F-35JBの爆撃を受けて破壊された。また、中国軍が占領した尖閣諸島にも搬入されていたが、こちらはあたご型護衛艦「あたご」による艦砲射撃で撃破された。
『戦艦少女R』
鞍山級駆逐艦「長春」の初期装備として登場。